# Brits Noord-Borneo op de Olympische Zomerspelen 1956
Brits Noord-Borneo debuteerde op de Olympische Spelen tijdens de Olympische Zomerspelen 1956 in Melbourne, Australië. Het was de enige deelname van Brits Noord-Borneo. Het land zou in 1963, samen met andere landen, opgaan in Maleisië.

## Deelnemers en resultaten

### Atletiek
- Gabuh Bin Pinding - plaatste zich niet voor de finale
- Bin Diau Sium - plaatste zich niet voor de finale

De tabel geeft een overzicht van de Olympische deelname.
| Jaar   | Goud · | Zilver · | Brons · | Totaal | Rang |
| 1956   | 0      | 0        | 0       | 0      | -    |
| Totaal | 0      | 0        | 0       | 0      | -    |

Afghanistan · Argentinië · Australië · Bahama's · België · Bermuda · Birma · Brazilië · Brits-Guiana · Bulgarije · Cambodja* · Canada · Ceylon · Chili · Colombia · Cuba · Denemarken · Duits eenheidsteam · Egypte* · Ethiopië · Fiji · Filipijnen · Finland · Frankrijk · Griekenland · Groot-Brittannië · Hongarije · Hongkong · Ierland · IJsland · India · Indonesië · Iran · Israël · Italië · Jamaica · Japan · Joegoslavië · Kenia · Liberia · Luxemburg · Malakka · Mexico · Nederland* · Nieuw-Zeeland · Nigeria · Noord-Borneo · Noorwegen · Oeganda · Oostenrijk · Pakistan · Peru · Polen · Portugal · Puerto Rico · Roemenië · Singapore · Sovjet-Unie · Spanje* · Taiwan · Thailand · Trinidad en Tobago · Tsjecho-Slowakije · Turkije · Uruguay · Venezuela · Verenigde Staten · Vietnam · Zuid-Afrika · Zuid-Korea · Zweden · Zwitserland*

*alleen deelgenomen in Stockholm